# Битка код Макарске
Битка код Макарске се одиграла 18.. септембра 887. године између војске Венецијанаца и Срба Неретљана.
Године 887, Пјетро I Кандијано је изабран за дужда Венеције. Српски неретјански пирати су дуго доминирали Јадранским морем, што је било нешто што је Кандијано желео да оконча. Кандијано је послао флоту да се обрачуна са неретјанским пиратима, али то није донело резултате. Међутим, Кандијано се није дао обесхрабрити и одлучио је да сам поведе експедицију. Са својом војском искрцао се код данашње Макарске августа 887. године и натерао Неретљане у повлачење, а пет неретљанских бродова је уништено. Међутим, Неретљани су познавали свој терен, брзо су реорганизовали своје снаге и извршили противнапад. Победили су Млечане и на копну и на мору и 18. септембра 887. године убили дужда Петра  и седам његових војника, док су се остали дали у бег, тако да је тело дужда остало у рукама Неретљана. 
Последице овог поразу су биле да је Венеција морала да плаћа данак Неретљанима за слободу своје трговине на Јадранском мору.

## Извори
1. ↑  „Chronicon Gradense”. Encyclopedia of the Medieval Chronicle. Приступљено 2025-06-18.
2. ↑  „Т. Живковић, Неретљани-Пример разматрања идентитета у раном средњем веку, ИЧ 61 (2012) | PDF”. Scribd (на језику: енглески). Приступљено 2025-06-18.
3. ↑  Pryor, John; Jeffreys, Elizabeth (2006-01-01), The origins of the Dromon, BRILL, стр. 123—161, ISBN 978-90-474-0993-9, Приступљено 2025-06-18
4. ↑  Guilland, Rodolphe (1966). „La noblesse byzantine. Remarques”. Revue des études byzantines. 24 (1): 40—57. ISSN 0766-5598. doi:10.3406/rebyz.1966.1359.